# 托普利察区
托普利察区 是塞爾維亞南部的行政区，行政中心为普羅庫普列。该区南鄰科索沃。行政区面積为2,231平方公里，2022年人口数量为77,341人。州名來自同名的托普利察河。

## 城市和市镇
托普利察区的范围包括一个城市和3个市镇：
- 普羅庫普列（城市）
- 布拉采
- 庫爾舒姆利亞
- 日托拉贾